# Letis corisandra
Letis corisandra là một loài bướm đêm trong họ Erebidae.